# Sakuradamon-Zwischenfall

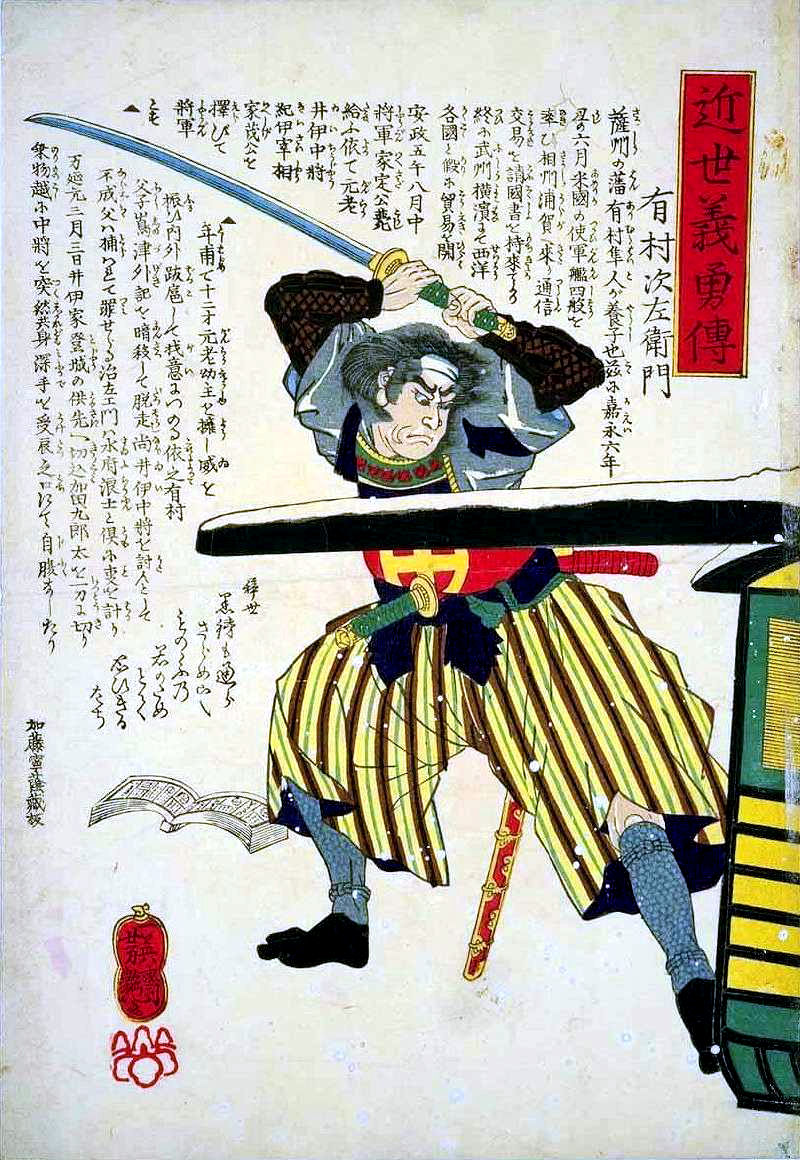
Eine zeitgenössische Darstellung des Vorfalls

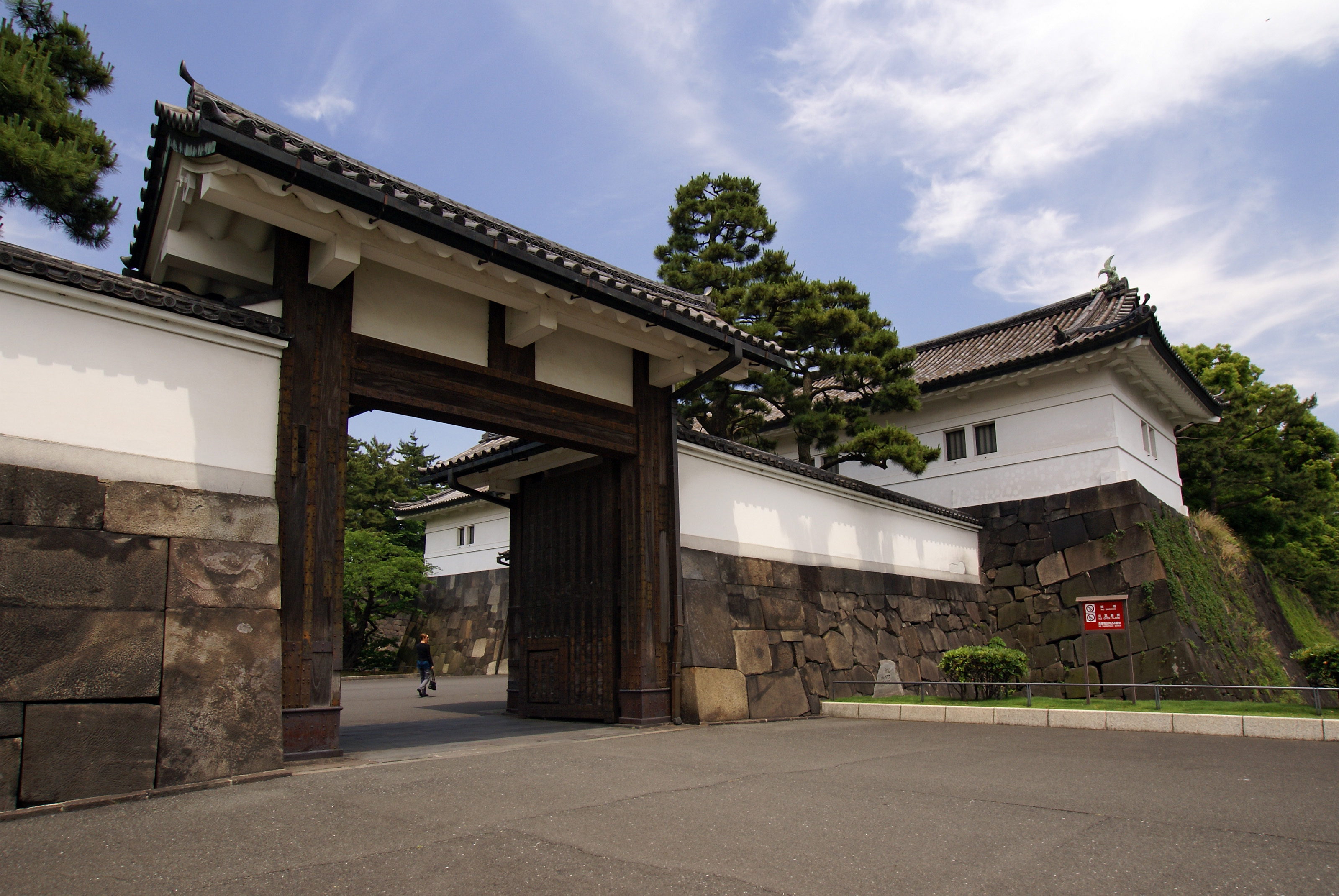
Das Sakurada-Tor, Juni 2007.

Als Sakuradamon-Zwischenfall (jap. 桜田門外の変, Sakurada-mon gai no hen) wird die Ermordung des Tairō Ii Naosuke durch Shishi am 24. März 1860 bezeichnet.
Ii hatte sich durch die Unterzeichnung des Harris-Vertrags ohne Zustimmung Kaiser Kōmeis den Zorn der Sonnō-jōi-Aktivisten zugezogen. Sein hartes Durchgreifen während der Ansei-Säuberung, der eine große Zahl aus ihren Reihen zum Opfer fiel, verstärkte diesen noch.
Am 24. März 1860 befand sich Ii mit seinem Gefolge kurz vor dem Sakurada-Tor (Sakurada-mon) der Burg von Edo, als 17 Samurai aus Mito und einer aus Satsuma ihn aus dem Hinterhalt überfielen, seine Wachen überwältigten und ihn enthaupteten.
Einer der Samurai fiel im Kampf, vier begingen schwer verletzt Seppuku, elf wurden gefangen und hingerichtet und zweien gelang die Flucht.
Iis Ermordung versetzte dem Tokugawa-Shogunat einen schweren Schlag und zog weitere gegen das Shogunat gerichtete Aktionen nach sich, bis schließlich der letzte Shogun Tokugawa Yoshinobu 1867 abdankte und die Tokugawa-Truppen im Boshin-Krieg 1868–1869 entscheidend geschlagen wurden.